# Campsiura pavlae
Campsiura pavlae är en skalbaggsart som beskrevs av Legrand och Malec 2006. Campsiura pavlae ingår i släktet Campsiura och familjen Cetoniidae. Inga underarter finns listade.